# Lijst van spelers van Torpedo Koetaisi
Deze lijst omvat voetballers die bij de Georgische voetbalclub Torpedo Koetaisi spelen of gespeeld hebben. De spelers zijn alfabetisch gerangschikt.

## A
- Valeri Abramidze
- Gigla Achalaia
- Roman Achalkatsi
- Badri Achvlediani
- Vjacheslav Ambartsoemjan
- Malchaz Asatiani
- Micheil Asjvetia
- Davit Aslanadze
- Giorgi Azariasjvili

## B
- Sjota Baboenasjvili
- David Bakradze
- Rati Barabadze
- Levan Beroeasjvili
- Micheil Bobochidze
- Otar Bobochidze
- Davit Bolkvadze

## C
- David Chatiasjvili
- Dzjemal Cherchadze
- Nodar Chizanisjvili
- Moertaz Choertsilava
- Jürgen Colin
- Vachtang Chvadagiani

## D
- Georgi Daraselia
- Givi Didava
- Armaz Doghonadze
- Revaz Dzodzoeasjvli
- Davit Dzjanasjia
- Amiran Dzjanelidze
- Irakli Dzjandzjalia
- Rezo Dzjikia

## E
- Kachaber Ebralidze

## G
- Georgi Gabelia
- Otar Gabelia
- David Gamezardasjvili
- Mamoeka Gongadze
- Aleksandr Goeboeladze

## H
- Vachtang Hakobjan

## I
- Zoerab Ionanidze

## K
- Micheil Kakaladze
- Anzor Kavazasjvili
- Revaz Kemoklidze
- Gela Ketasjvili
- Besarion Kodalaev
- Otar Korgalidze
- Tamaz Kostava
- Giorgi Krasovski
- Zviad Koetateladze
- Sergej Koetivadze
- Akaki Kvernadze
- Kachaber Kvetenadze
- Konstantine Kvetenadze
- Levan Kvirikasjvili

## L
- Aleksandr Lenev

## M
- Manutsjar Matsjaidze
- Nodar Matsjavariani
- George Megreladze
- Zoerab Moesjkoediani

## N
- Giorgi Nadiradze
- Nika Nadiradze
- Giorgi Nergadze
- Givi Nodia

## O
- David Oniani

## P
- Vladimir Petrov
- Sjalva Prangisjvili

## R
- Teimoeraz Rachviasjvili
- Noekri Revisjvili

## S
- Koba Sjalamberidze
- Beka Sjekriladze
- Ramaz Sjengelia
- Micheil Soselia
- Zviad Stoeroea
- Tengiz Soelakvelidze
- Zaur Svanadze

## T
- Georgi Tavadze
- Micheil Tekhov
- Goeram Tschovrebov
- Manoetsjar Tsikarisjvili
- Giorgi Tsjachoenasjvili
- Gaga Tsjchetiani
- Givi Tsjchetiani
- Kachaber Tsjchetiani
- Zviad Tsjchetiani
- Kachaber Tskvitaia

## U
- Tengiz Oegrechelidze

## V
- Irakli Vasjakidze
- Gleofilo Vlijter

## Z
- Boedoe Zivzivadze
- Erekle Zivzivadze
- Irakli Zoidze